# Elisabeth Maxwell
Elisabeth Jenny Jeanne „Betty“ Maxwell (geboren am 11. März 1921 in La Grive bei Saint-Alban-de-Roche, Dauphiné, als Elisabeth Jenny Jeanne Meynard; † 7. August 2013 im Périgord) war eine französische Holocaustforscherin.

## Leben
Elisabeth Meynard wurde 1921 im Dörfchen La Grive bei Saint-Alban-de-Roche in der ostfranzösischen Provinz Dauphiné geboren. Ihr Vater war Bürgermeister ihres Geburtsdorfes und ihre adelige, hugenottische Familie berief sich auf eine Abstammung von der französischen Königsfamilie. Den geerbten Reichtum hatte ihr Vater jedoch frühzeitig in den Casinos von Monaco verspielt. Ihre Mutter war als Telefonistin im Ersten Weltkrieg mit dem Croix de guerre ausgezeichnet worden, als sie trotz des deutschen Einmarsches in Arras in der Stadt blieb, um noch so lange wie möglich Informationen über den deutschen Vormarsch weiterzugeben. Meynard begann ein Jurastudium an der Sorbonne, das sie kriegsbedingt abbrach, und arbeitete dann zunächst als Grundschullehrerin. Die Befreiung von Paris von den Nazis im Sommer 1944 erlebte sie als Zeitzeugin und freiwillige Übersetzerin für ein sogenanntes Welcome Commitee, das alliierte Offiziere in Verbindung mit französischen Unterstützern bringen sollte. Auf diesem Weg traf sie auf einen tschechoslowakisch-jüdischen Offizier, der damals den Namen Ivan du Maurier verwendete, gebürtig aber Jan Ludwig Hoch hieß. Später nahm dieser Offizier den Namen Robert Maxwell an. Maxwell verliebte sich an Ort und Stelle in Meynard und begann, um sie zu werben. Die beiden heirateten 1945.
Das Ehepaar Maxwell ließ sich in England nieder, wo sie Eltern von neun Kindern wurden, von den zwei früh verstarben. In der Nachkriegszeit assistierte Elisabeth ihrem Ehemann beim Aufbau von dessen Medienunternehmen und kümmerte sich um die Familie, während ihr Ehemann häufig auf Geschäftsreisen unterwegs war. Ab den frühen 1960er Jahren konzentrierte sie sich beruflich auf die Öffentlichkeitsarbeit des familieneigenen Verlages Pergamon Press und unterstützte auch die politischen Bemühungen ihres Ehemannes. Als ihre Kinder zunehmend erwachsen wurden, begann Maxwell 1970 ein Studium an der University of Oxford, wo sie Modern Languages am St Hugh’s College studierte. Nach dem Erhalt des Bachelor-Titels setzte sie ihr Studium mit einer Promotion fort und erhielt 1981 für ihre Dissertation mit dem The Art of Letter Writing in France at the Time of the French Revolution and the Napoleonic Era den Doktorgrad. Wesentliche Teile der Primärquellen für ihre Dissertation entstammten ihrer leiblichen Familie. In der Folge beschäftigte sie sich mit genealogischer Forschung, zunächst zu ihrer leiblichen Familie, dann zu der Familie ihres Ehemannes, von denen einige Mitglieder im Holocaust ermordet worden waren. Auf diesem Weg fand Maxwell Zugang zur Holocaustforschung. Ab 1987 gab sie die Fachzeitschrift Holocaust and Genocide Studies heraus, die zunächst in der Pergamon Press und später bei der Oxford University Press erschien. Ab 1988 organisierte sie auch drei große Fachkonferenzen über den Holocaust. Die letzte Konferenz im Jahr 2000 resultierte in einem dreibändigen Forschungsbericht mit über 170 Essays, den sie als Co-Herausgeberin mitverantwortete. Daneben unterstützte sie auch den interreligiösen Dialog zwischen Christentum und Judentum und war Vizepräsidentin des Internationalen Rates der Christen und Juden.
1991 starb ihr Ehemann unter ungeklärten Umständen in den Gewässern vor Teneriffa. Nach seinem Tod wurde offensichtlich, dass Maxwell unrechtmäßig die Pensionsfonds seiner Unternehmen geplündert hatte und so einen Schaden von über einer Milliarde US-Dollar verursacht hatte. In den anschließenden Gerichtsprozessen verlor seine Witwe den gesamten Besitz der Familie. In der Öffentlichkeit wurde sie danach angefeindet. Zum einen wurde debattiert, ob sie wirklich nichts von den Machenschaften ihres Ehemannes gewusst hatte, und zum anderen in Frage gestellt, wie sie noch immer ihren Ehemann verteidigen konnte. Angesichts des Tumults zog sich Maxwell nach Frankreich auf ihr Château zurück und kehrte erst nach England zurück, als ihr der Duke of Westminster zu einem symbolischen Preis ein Stadthaus in London vermietete. 1994 veröffentlichte sie eine Autobiografie, in der sie offen über ihr Leben mit Maxwell und die Enthüllungen nach dessen Tod sprach, nicht zuletzt, um notwendigerweise Geld zu verdienen. Sie gab zu, dass die Ehe mit ihm nicht immer leicht gewesen sei, sagte sich aber nicht von ihm los. Diese Haltung wurde in der Öffentlichkeit als Liebesbeweis verstanden. Die explizite Frage jedoch, ob sie Maxwell noch immer liebe, beantwortete sie später in Interviews oftmals ausweichend oder zweideutig. Maxwell starb am 7. August 2013 im Périgord im Alter von 92 Jahren. Ihre Tochter Ghislaine, eine Unternehmerin, die ein Jahrzehnt später als Sexualstraftäterin weltweite Bekanntheit erlangte, gab ihren Tod einen Tag später öffentlich bekannt.

## Werke
Monografien
- A Mind of My Own: My Life with Robert Maxwell. Sidgwick & Jackson, London 1994. ISBN 0-283-06251-7.

Anthologien
- mit Roman Halter: Remembering for the Future. Katalog zu einer Ausstellung von Kunstwerken von Holocaustopfern im Royal Institute of British Architects im Juli 1988. Macmillan, London 1988. ISBN 0-356-17860-9.
- mit John K. Roth, Margot Levy und Wendy Whitworth: Remembering for the Future: The Holocaust in an Age of Genocides. Palgrave Macmillan, London 2001. ISBN 0-333-80486-4.